# 寒鸦

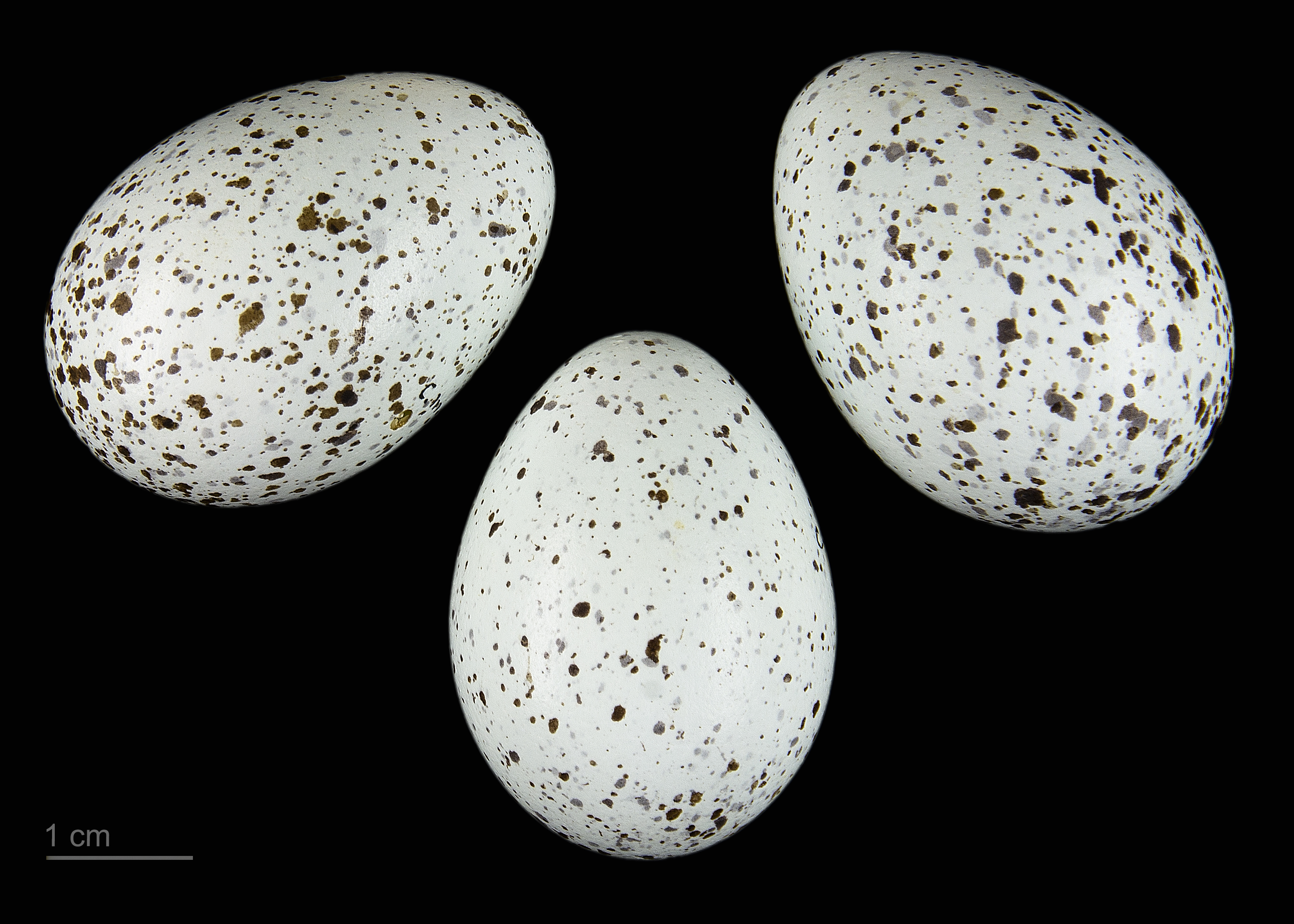
卵 Coloeus monedula

寒鸦（学名：Coloeus monedula）为鸦科寒鸦属的鸟类，旧时归类于鸦属寒鸦亚属，别名慈鸟、小山老鸹。全球活动范围约为15,600,000平方千米。该物种的保护状况被评为无危。

## 特征
寒鸦的平均体重约为233.5克，体长可达35厘米；上体除颈后羽毛呈灰白色外，其余为黑色；胸和腹部为灰白色。

## 分布
分布于欧洲，西亚和北非各地。栖息地包括温带草原、牧草地、城市、亚热带或热带的旱林、耕地、亚热带或热带的（低地）干草原、海崖和多岩石的离岸岛屿和温带森林。一般栖息于戈壁荒漠有绿洲的树林中、亦见于河流两岸的峻峭岸壁上以及巢主要在石质或土质的洞穴或缝隙中；冬季常和秃鼻乌鸦混合成群。该物种的模式产地在瑞典。

## 亚种
寒鸦包括四个认定的亚种分布于欧洲的亚种混合交配：
- 西疆寒鸦  (Fischer, 1811)。分布于中欧、东欧、西亚、南亚、蒙古以及中国大陆的新疆等地。该物种的模式产地在莫斯科。[7]
- 北欧寒鸦  (Linnaeus, 1758)，指名亚种，在挪威东南，瑞典南部和丹麦东北繁殖，偶尔在英国和法国过冬。
- 西欧寒鸦  (Vieillot, 1817)，分布于西欧和中欧，在加那利群岛和科西嘉过冬。颜色较深，在灰色领下没有白边。[6]
- 北非寒鸦  (Rothschild and Hartert, 1912)，分布于北非的摩洛哥和阿尔及利亚[6]。

## 外部連結
- Jackdaw videos, photos and sounds （页面存档备份，存于） on the Internet Bird Collection
- Ageing and sexing, by Javier Blasco-Zumeta